# Ніколае Лабіш
Ніколае Лабіш (рум. Nicolae Labiş, 2 грудня 1935, Мелінь, Сучава — 22 грудня 1956, Бухарест) — румунський поет.

## Біографія
Перші публікації віршів вийшли ще в шкільні роки. За життя склав дві книги віршів — «Смерть козулі» (1955, видана 1964) і «Перші враження» (1956).
Загинув в 21 рік. У 1958 на основі двох створених автором поетичних збірок був складений і виданий збірник «Боротьба з інерцією» (1958).
Похований в Бухаресті на цвинтарі Беллу.

## Лабіш в перекладах
- Молодые поэты Румынии. — М., 1966
- Библиотека Всемирной Литературы. Т. 171. — М.: Художественная литература, 1976.